# RNA誘導沉默複合體
RNA诱导沉默复合物（英語：RNA-induced silencing complex，縮寫：RISC），是在RNA干扰技术中起作用的重要物质。一定数量的外源性双链RNA（dsRNA）进入细胞后，被类似于核糖核酸酶Ⅲ的Dicer酶切割成短的21~23bp的双链小干扰RNA（siRNA），siRNA与解旋酶和其它因子结合，形成RNA诱导沉默复合物（RISC）。激活RISC需要一个依赖ATP的将小分子RNA解双链的过程。激活的RISC通过碱基配对定位到同源mRNA转录本上，并在距离siRNA 3'端12个碱基的位置切割mRNA。切割的机制尚不明了，但每个RISC都包含一个siRNA和一个不同于Dicer的RNA酶。因此，siRNA能够以序列同源互补的mRNA为靶点，通过促使特定基因的mRNA降解来高效、特意地阻断体内特定基因表达，诱发细胞呈现出特定基因表达降低表型。

## 外部連結
- Schwarz DS, Tomari Y, Zamore PD. . Curr. Biol. 2004, 14 (9): 787–91. PMID 15120070. doi:10.1016/j.cub.2004.03.008.
- Dcr-1 and Dcr-2 have distinct but overlapping roles in the siRNA and miRNA silencing pathways
- 醫學主題詞表（MeSH）：RNA-Induced+Silencing+Complex